# Allround-VM i hurtigløb på skøjter 1897
Verdensmesterskabet i hurtigløb på skøjter 1897 var det ottende VM i hurtigløb på skøjter, men det første mesterskab afholdt uden for Europa. Mesterskabet blev afviklet den 5. - 10. februar 1897 i Crystal Stadium i Montréal, Canada med deltagelse af 10 løbere fra Canada, Norge og Tyskland.
Den forsvarende mester, Jaap Eden, havde indstillet karrieren som skøjteløber efter sidste sæson og forsvarede derfor ikke sin titel. I stedet påbegyndte han en karriere som cykelrytter.
Der blev løbet fire distancer, og for at vinde verdensmesterskabet skulle en løber vinde tre af de fire distancer:
- 500 m, 5000 m, 1500 m og 10.000 m.

Nordmanden Alfred Næss vandt den første distance (500 m) og canadieren Jack McCulloch den anden distance (5000 m). På den tredje distance (1500 m), kom Næss og McCulloch i mål på nøjagtig samme tid, så en skate-off var nødvendig for at afgøre hvem som vandt distancen og dermed fortsat havde mulighed for at vinde tre distancer. McCulloch vandt skate-off'en og skulle dermed vinder 10.000 m-løbet for at blive verdensmester. McCulloch vandt 10.000-meteren – der var dog kun tre konkurrenter – og blev dermed verdensmester for første og eneste gang i sin karriere.
Det blev imidlertid opdaget, at 5000 m-løbet havde været for kort, idet løberne havde skøjtet to omgange mindre end krævet, dvs. 4200 m. Den 9. februar blev fejlen rettet ved at resultatet blev annulleret og distancen blev løbet igen. Nogle af løberne havde imidlertid allerede forladt stævnet, så kun fire løbere deltog i omløbet. McCulloch vandt igen og var dermed rigtig verdensmester.

## Resultater
| Plac. | Løber            | 500 m        | 5000 m       | 1500 m     | 10.000 m    | 1500 m     | 5000 m      |
| Plac. | Løber            | 500 m        | 5000 m       | 1500 m     | 10.000 m    | Skate-off  | Omløb       |
| ----- | ---------------- | ------------ | ------------ | ---------- | ----------- | ---------- | ----------- |
| Guld  | Jack McCulloch   | 0:48.2 (2)   | 8:32.1 (1)   | 2:42.4 (1) | 20:02.4 (1) | 2:40.8 (1) | 9:25.4 (1)  |
| NC2   | Alfred Næss      | 0:46.8 (1)   | 9:00.0 (7)   | 2:42.4 (1) | -           | 2:41.2 (2) | -           |
| NC3   | Julius Seyler    | 0:48.6 (3)   | 8:47.1 (2)   | 2:43.2 (3) | 20:42.2 (2) | -          | -           |
| NC4   | Charles Greene   | 0:49.2 (4)   | 8:52.1 (4)   | 2:48.6 (6) | 21:23.4 (4) | -          | -           |
| NC5   | John Davidson    | 0:50.2 (5)   | 8:52.1 (3)   | 2:47.4 (4) | 20:43.4 (3) | -          | 10:00.6 (3) |
| NC    | Martinus Lørdahl | 0:50.6 (6)   | 8:55.0 (5)   | 2:52.4 (8) | DNS         | -          | 9:39.2 (2)  |
| NC    | Albert Lee       | 10:56.0 (10) | 19:39.0 (10) | 3:08.8 (9) | DNS         | -          | DNS         |
| NC    | Tom Moore        | 0:50.8 (7)   | 9:07.0 (8)   | 2:48.2 (5) | DNS         | -          | -           |
| NC    | William Merrit   | 0:50.8 (7)   | 8:57.0 (6)   | 2:52.0 (7) | DNS         | -          | -           |
| NC    | Albert Pilkie    | 0:53.4 (9)   | 9:15.1 (9)   | DNS        | -           | -          | -           |

DNF = Fuldførte ikke.  DNS = Startede ikke.  NC = Ikke klassificeret.  Kilde: SpeedSkatingStats.com